# Palazzo del Principe Elettore (Treviri)
Il Palazzo del Principe Elettore (in tedesco: Kurfürstliches Palais) è stato la residenza del principe-arcivescovo dell'Elettorato di Treviri dal XVII secolo al 1794.
L'edificio oggi ospita varie autorità e sorge accanto alla Basilica Palatina di Costantino, nel centro storico della città di Treviri, in Germania.
Rappresenta un bell'esempio di stile rococò, e si completa con il suo giardino alla francese, aperto al pubblico dal XX secolo.

## Storia e descrizione

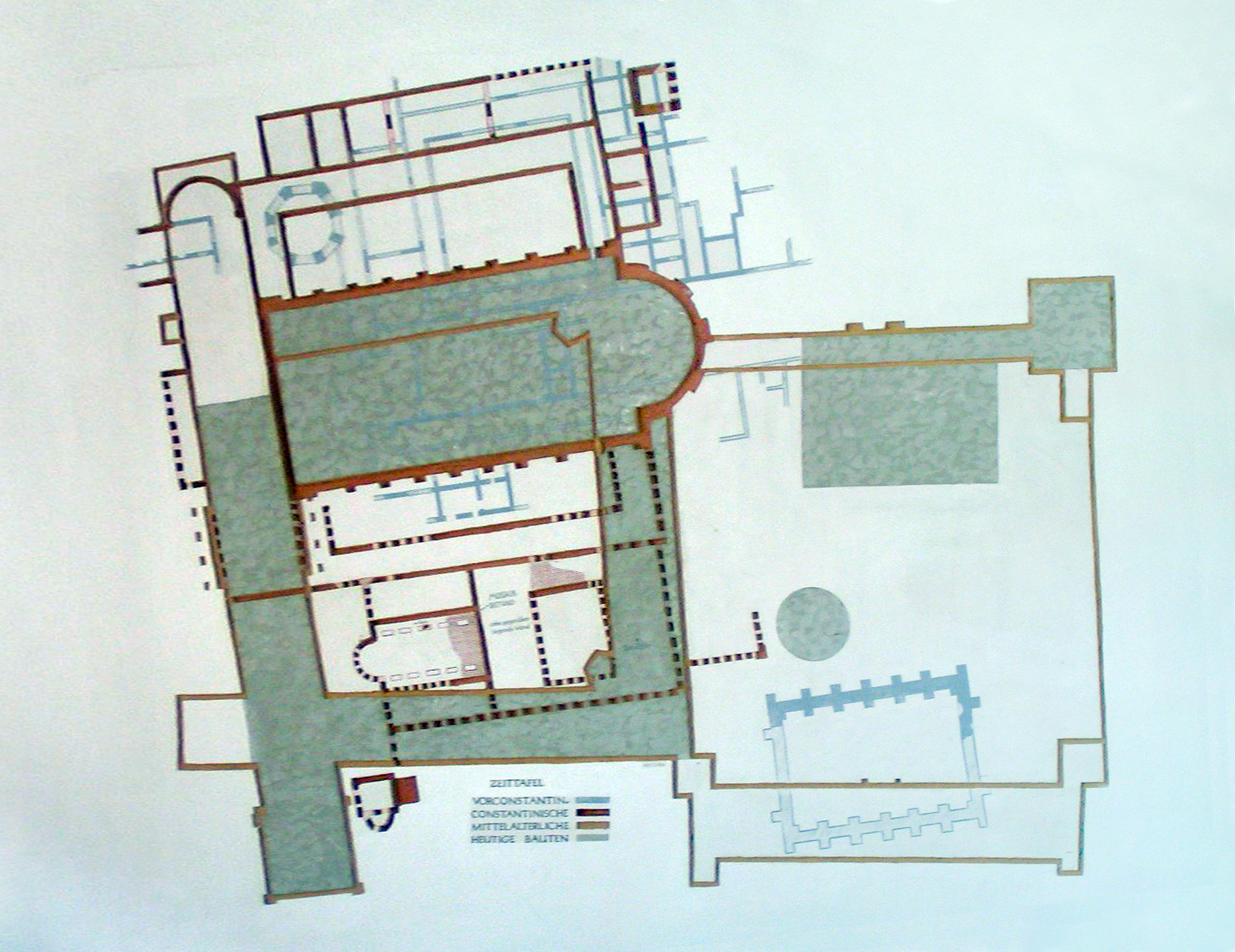
Pianta del complesso con le fondazioni romane, in verde le costruzioni tardo-rinascimentali.

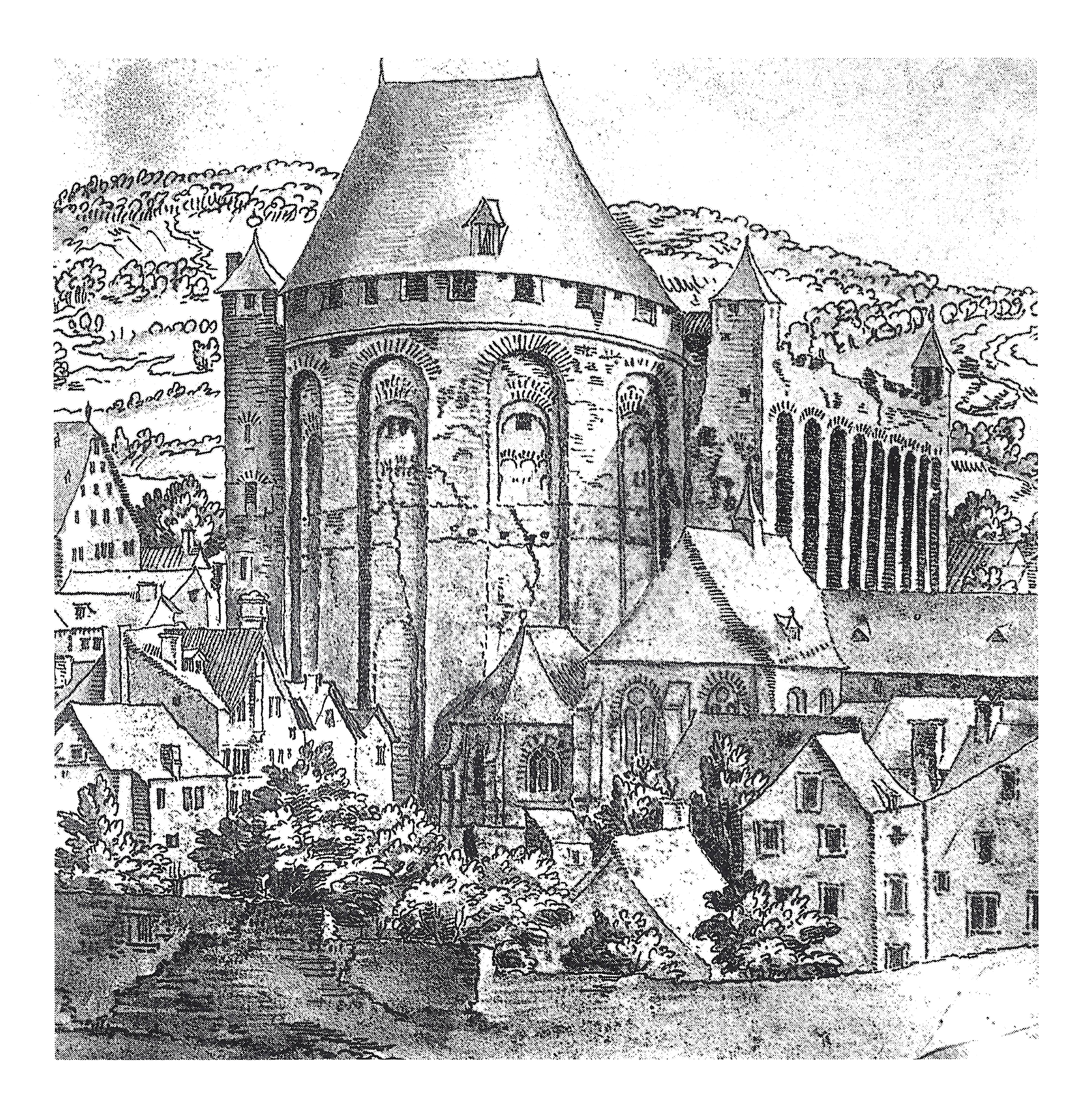
Il complesso medievale prima delle ricostruzioni rinascimentali.

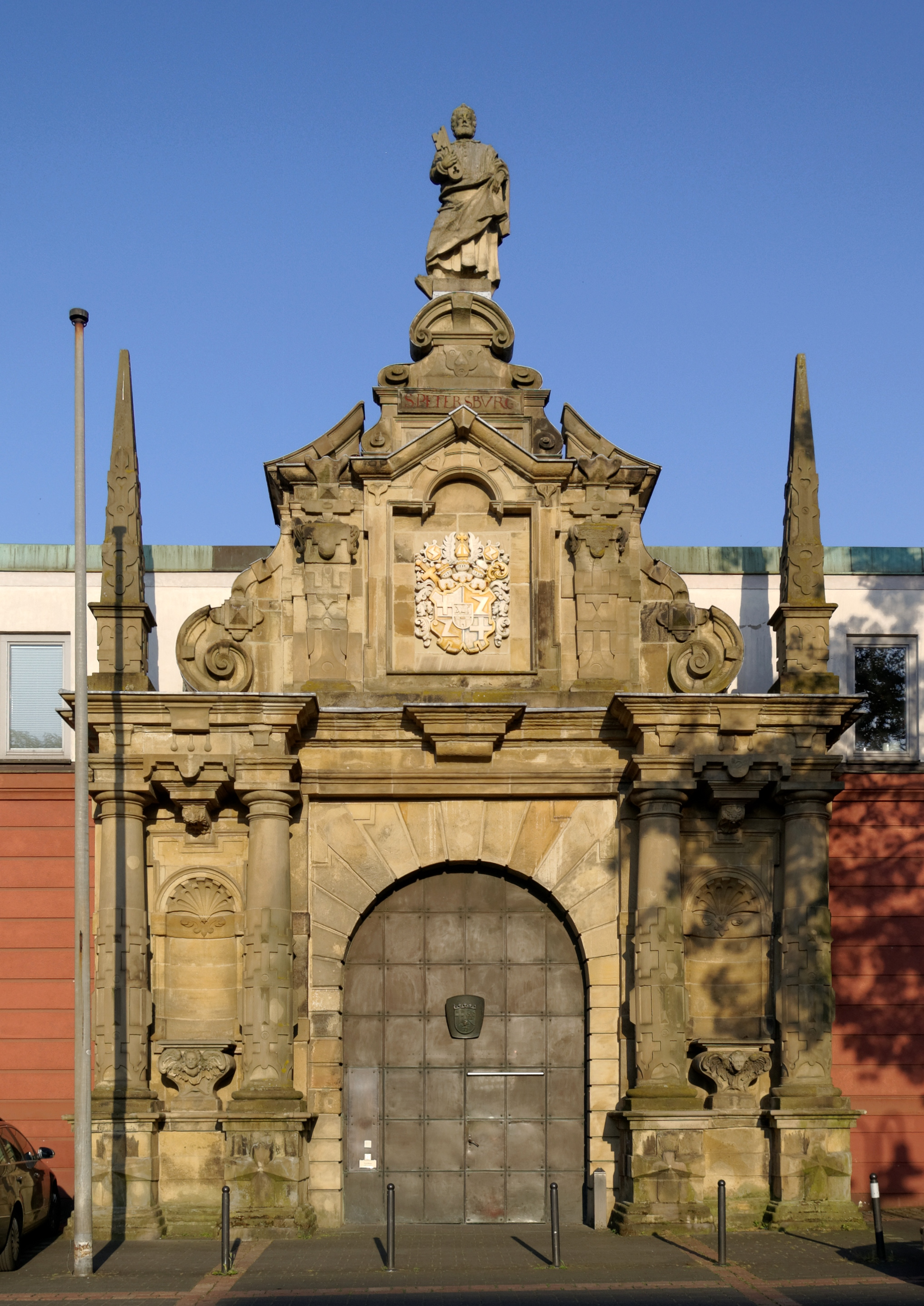
Il portale del Sank Petersburg del 1620.

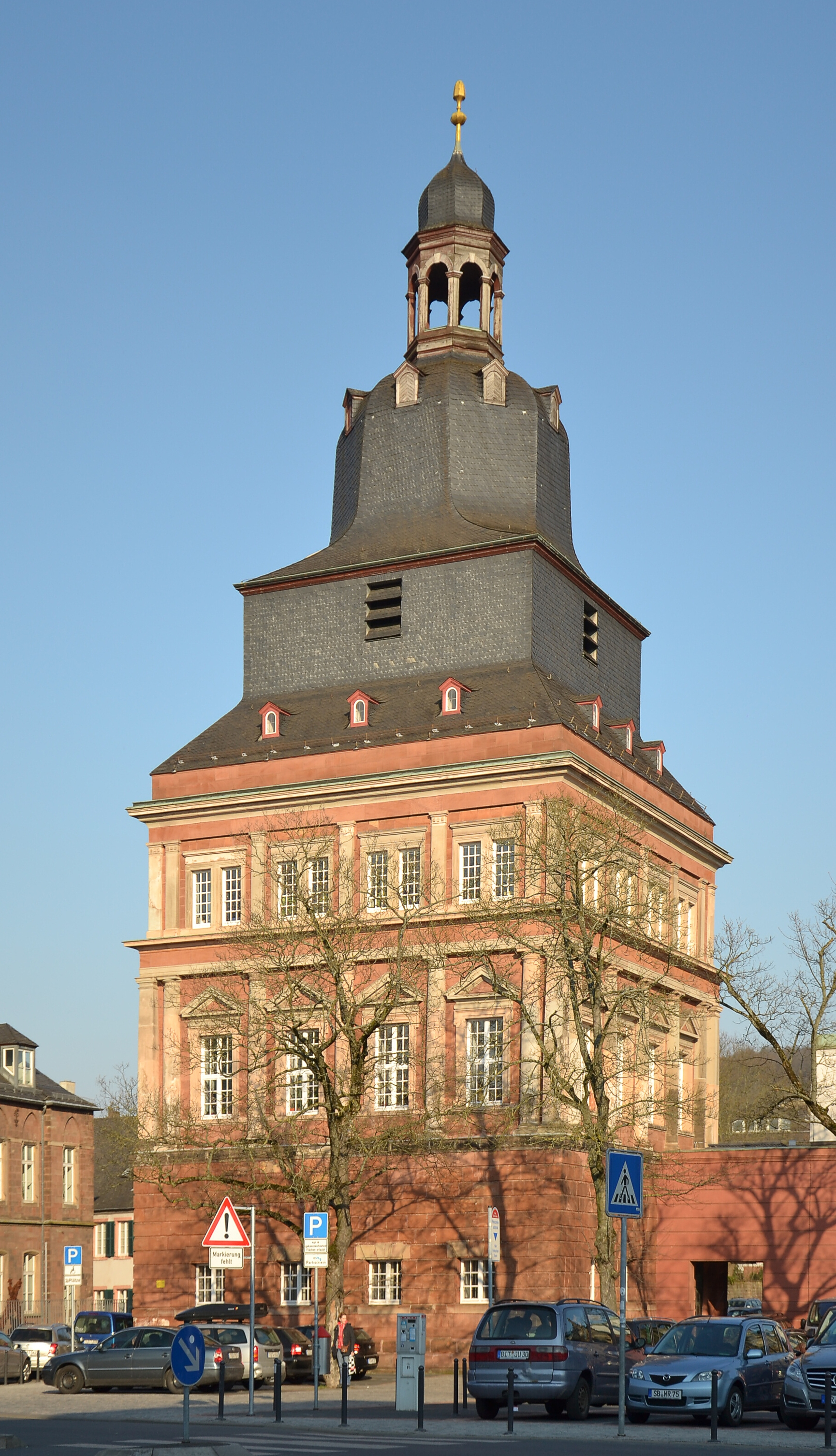
La Roter Turm del 1647.

### Origini romane
Scavi archeologici effettuati sul luogo dove oggi sorge il palazzo del principe elettore hanno portato alla luce resti di epoca romana.
Pochi sono i reperti ancora conservati del periodo prima di Costantino il Grande, ma sotto quest'ultimo nell'area vi vennero eretti diversi edifici componenti il complesso del palazzo imperiale, di cui oggi ne rimane l'antica Sala del Trono, detta Basilica Palatina di Costantino.

### Trasformazioni medievali
Verso l'anno 1000 i vescovi di Treviri trasformarono il complesso romano in un castello. L'antico edificio venne così fornito di merli e dotato di un mastio, la basilica fu ampliata con la sua abside semicircolare.

### Il palazzo rinascimentale
Secoli più tardi, l'edificio non rispondeva più alle mutevoli esigenze strutturali e ornamentali, così il principe-elettore Johann von Schönenberg (1582-1599) previde un castello in stile rinascimentale. A tal fine egli avviò la demolizione progressiva della basilica costantiniana per far posto alla nuova residenza.
Sotto il suo successore, Lothar von Metternich, venne avviata la costruzione, che si protrasse dal 1615 al 1676. Si trattava di un castello in stile tardo rinascimentale che venne nominato Sankt Petersburg, “Rocca di San Pietro”, in onore al Santo patrono della città. Presentava una planimetria doppia che univa i due complessi del Castello Superiore e del Castello Inferiore, entrambi a quattro ali disposte intorno a un cortile quadrangolare. Il castello superiore o Hochschloss accoglieva le camere residenziali e le sale di rappresentanza, quello inferiore o Niederschloss, a nord, era destinato a funzioni economico-amministrative.
I lavori iniziarono dal castello superiore, la cui ala ovest castello prendeva circa un terzo della larghezza della Basilica. In origine il progetto prevedeva di demolire completamente il vecchio edificio, ma le mura in mattoni romani erano così resistenti che l'abbattimento ne sarebbe divenuto troppo costoso. Così si è deciso di lasciare il lato ovest e l'abside nord della basilica e di integrarli, come pareti esterne, nel palazzo. Inoltre come il progetto era minore rispetto alla planimetria del vecchio edificio, la parete orientale e quella meridionale non dovettero essere completamente rimosse. Il livello più basso venne conservato e oggi è di nuovo visibile nella Basilica. La prima pietra del nuovo castello fu posta nel 1615, e nel 1623, alla morte di Metternich, solo l'ala nord e quella est erano state completate. Sotto l'elettore Philipp Christoph von Sötern,  successore di Metternich, si terminò il castello superiore e si inizia il cantiere di quello inferiore.
Già nel 1620 venne realizzato il portale rinascimentale occidentale, ma, tuttavia, nel 1635 i lavori di costruzione si fermarono a causa dell'arresto dell'elettore da parte degli Asburgo durante la guerra dei Trent'anni. Solo nel 1645, con la fine della guerra e il rilascio di Sötern il Castello inferiore venne completato. Era costituito da due lunghe e strette ali ad ovest e ad est, che si protraevano direttamente dall'altro palazzo. Il lato nord era chiuso un muro di cinta. Nell'angolo nord-ovest del castello inferiore vi venne eretta nel 1647 la Roter Turm, “Torre Rossa”, e vicino il possente edificio della cancelleria e degli archivi. Solo nell'ambito del prossimo principe elettore Karl Kaspar von der Leyen, la costruzione del castello poté finalmente potersi dire completata.
Il nuovo edificio, tuttavia, venne utilizzato solo raramente; già nel 1629 gli elettori avevano spostato la loro residenza a Coblenza a causa dell'incertezza della guerra dei Trent'anni.

### L'ala rococò

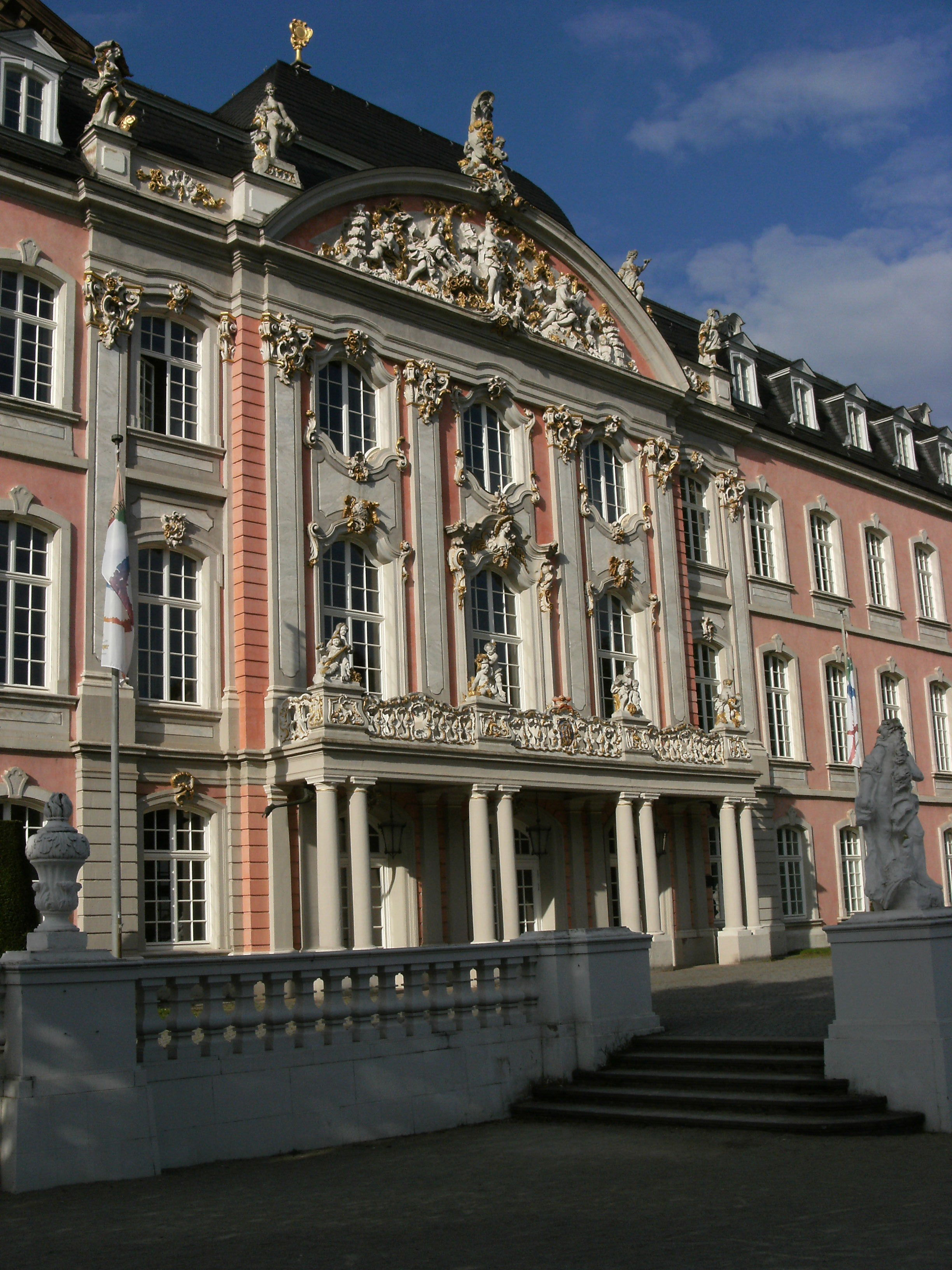
L'elaborato avancorpo centrale.

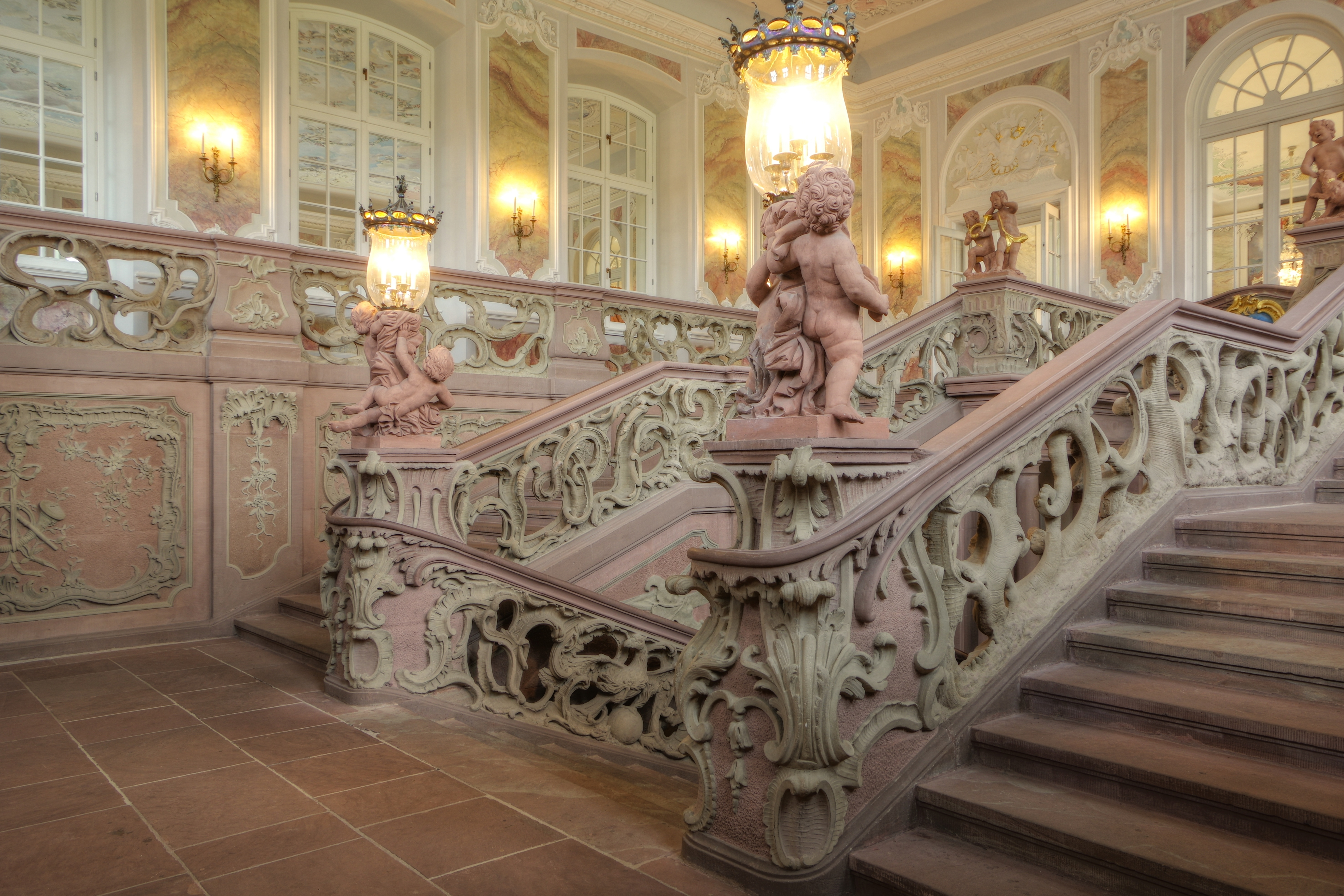
Lo scalone rococò di Seiz.

Solo Johann Philipp von Walderdorff tornò a Treviri, pur senza abbandonare la residenza di Coblenza, e nel 1756 commissionò all'architetto Johannes Seiz (1717-79), allievo del grande Johann Balthasar Neumann, di espandere l'ala sud del castello superiore. Seiz concepì un progetto, in stile rococò, che sporgeva oltre il complesso corrente su entrambi i lati. In mezzo alla facciata, un alto ed elaborato avancorpo con frontone rotondo costituiva il fulcro della prospettiva centrale e alla fine di entrambi i lati due corpi aggettanti gemelli con frontoni triangolari dovevano chiudere simmetricamente il lungo fronte. Il progetto non venne portato a termine nella sua parte occidentale, che rimase ridotta al vecchio muro della basilica, senza la parte finale.
L'opera scultorea è stata intrapresa da Ferdinand Dietz, che aveva già lavorato alla Residenza di Würzburg con Neumann. Anche l'interno dell'ala sud venne redatto in stile rococò. Al piano superiore dell'avancorpo centrale si apre il salone, con delicati stucchi pastello, al quale si accede attraverso uno scalone monumentale anche opera di Seiz e Tietz. Il palazzo venne abitato dagli arcivescovi principi-elettori fino al 1794, quando la città venne occupata dai rivoluzionari francesi e l'edificio trasformato in caserma.

### Tempi contemporanei

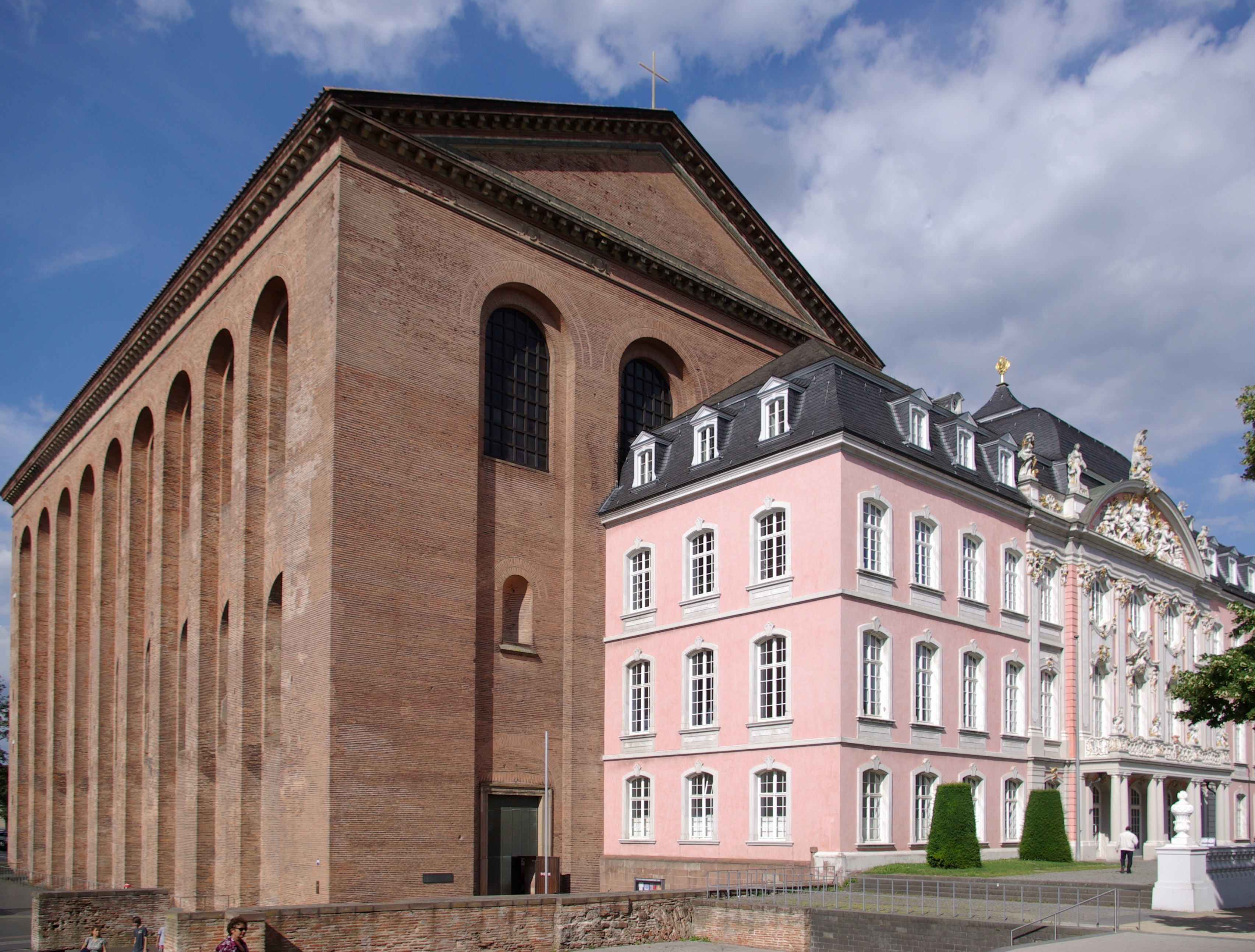
Particolare della congiunzione fra la Basilica costantiniana e la parte incompiuta dell'ala rococò.

Dal 1803, con l'occupazione francese, il Palazzo del Principe Elettore divenne una caserma. Anche con la conquista, protestante, prussiana il complesso mantenne la stessa destinazione e nel 1871 vi installò il 7º Reggimento di Fanteria Rheinische Nr. 69. Il re Federico Guglielmo IV di Prussia decise di intraprendere una grande opera di restauro-ricostruzione che riportasse il complesso ai fasti romani. Fu così che fra il 1841 e il 1862 la Basilica costantiniana venne ricostruita dall'architetto Carl Schnitzler nelle parti mancanti. Dal 1856 venne assegnata alla Chiesa Evangelica Luterana che non aveva un luogo di culto proprio.
Durante la prima guerra mondiale ospitò anche un ospedale militare. Dopo la fine della guerra, nel 1918, venne brevemente occupato dall'esercito statunitense e dal 1919 da quello francese che vi installò il Quartier de la Marne in onore alla Seconda battaglia della Marna, e lo tennero fino al 1930.
Nel 1930 si iniziò un profondo restauro dell'intero complesso volto a ospitarvi un polo museale, ma lo scoppio della seconda guerra mondiale fece arrestare il progetto. Il palazzo venne gravemente danneggiato dai bombardamenti, l'ala rococò subì danni allo scalone d'onore e alle sale, i tetti andarono bruciati e il castello inferiore perse le ali laterali conservando solo il portale del Sankt Petersburg e la Torre rossa.
Il complesso venne restaurato-ricostruito nel 1955 divenendo un quartiere governativo del land della Renania-Palatinato. Dal 2000 ne è la sede della Direzione Vigilanza e servizio.

## I giardini

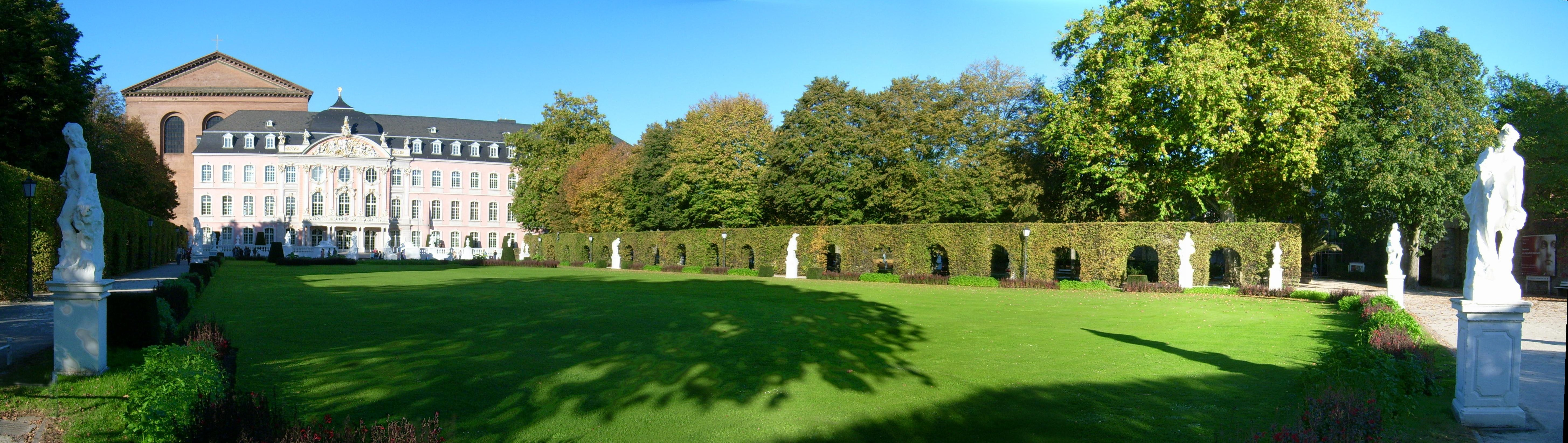
Vista del parterre centrale.

A sud del complesso, di fronte alla facciata meridionale rococò, si estende il parco, creato come giardino alla francese nel 1761 su progetto di Ferdinand Tietz. Si presenta come un vasto spazio, collegato direttamente alle Terme Imperiali, e improntato su tre prospettive principali. Quella centrale parte dall'avancorpo della facciata, passa la terrazza con statue e balaustre e scende nel parterre d'erba centrale inquadrato da siepi e statue e, attraversando la fontana barocca, arriva fino alle terme. Quella di destra parte dal frontone d'angolo aggettante dell'ala est e percorre un canale inquadrato da statue e filari di tigli. Quella di sinistra, la minore, è costituita da un viale che parte dalla facciata della basilica, dalla parte incompiuta del fronte del palazzo, e arriva al boschetto col parterre a ricami vegetali.
La parte est del parco conserva ancora una parte delle mura medievali della città, scampate alle trasformazioni prussiane del XIX secolo.
Quando Treviri venne occupata dalle truppe rivoluzionarie francesi, nel 1794, il palazzo venne trasformato in caserma, e il parco in una piazza d'armi.
Nel XX secolo si cercò di ripristinare il giardini e aprirli al pubblico, ma solo attraverso la Fondazione trevirese Franz Weißebach, nel 1930, si riuscì a trovarne i fondi, e il parco, denominato da allora Palastgarten, venne rinnovato fra il 1936-37 e reso accessibile. Le Sculture disseminate nei giardini, opere di Tietz, oggi sono delle copie; gli originali sono conservate nello Städtischen Museum Simeonstift, "Museo Civico dell'Abbazia di San Simeone", accanto alla Porta Nigra. Dal 1940, la Fontana barocca di Tietz venne ritrovata e riposizionata nel parco. Più a sud, la parte adiacente ai bagni imperiali è sistemata come un ampio prato all'inglese. 

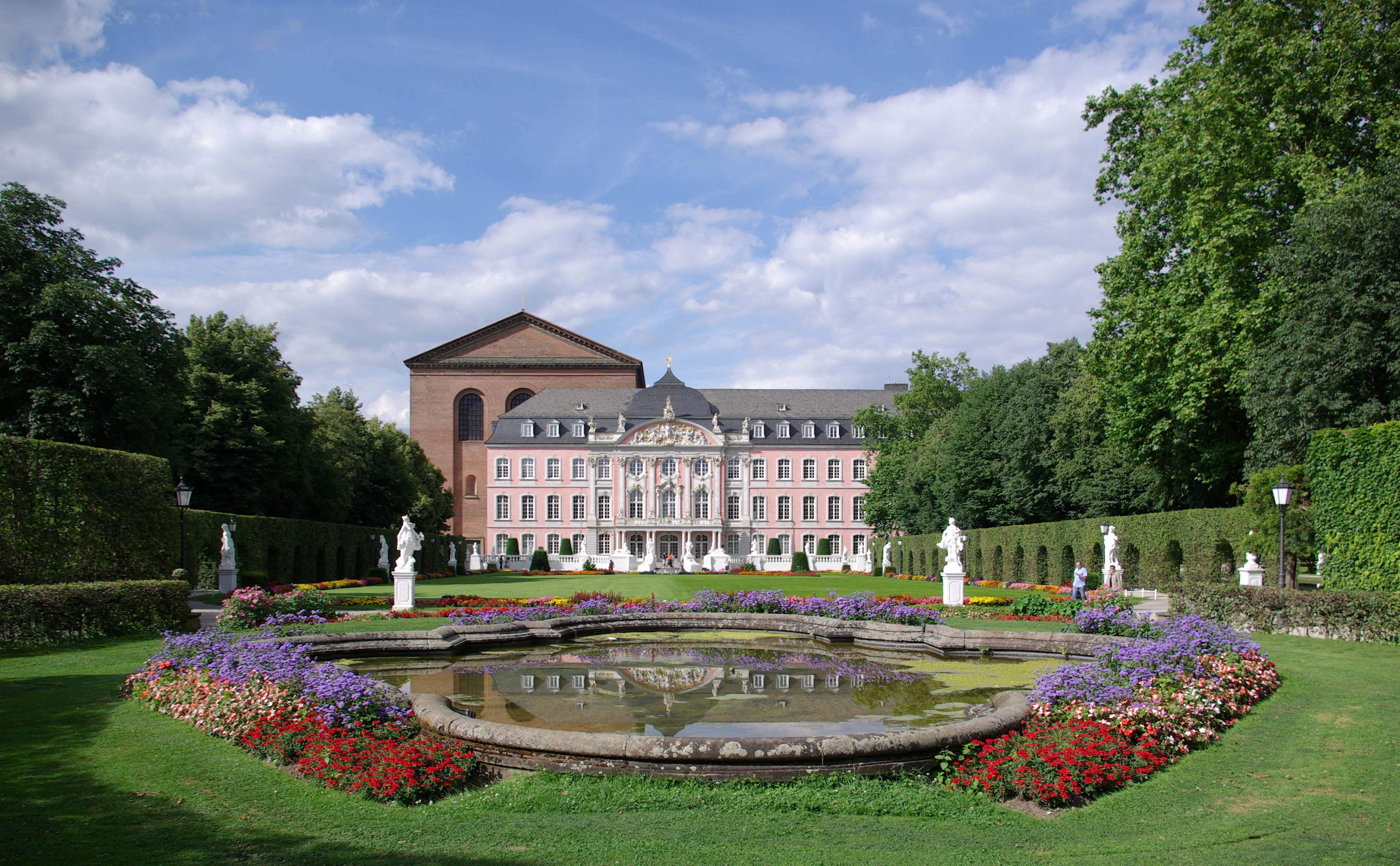
La prospettiva centrale.
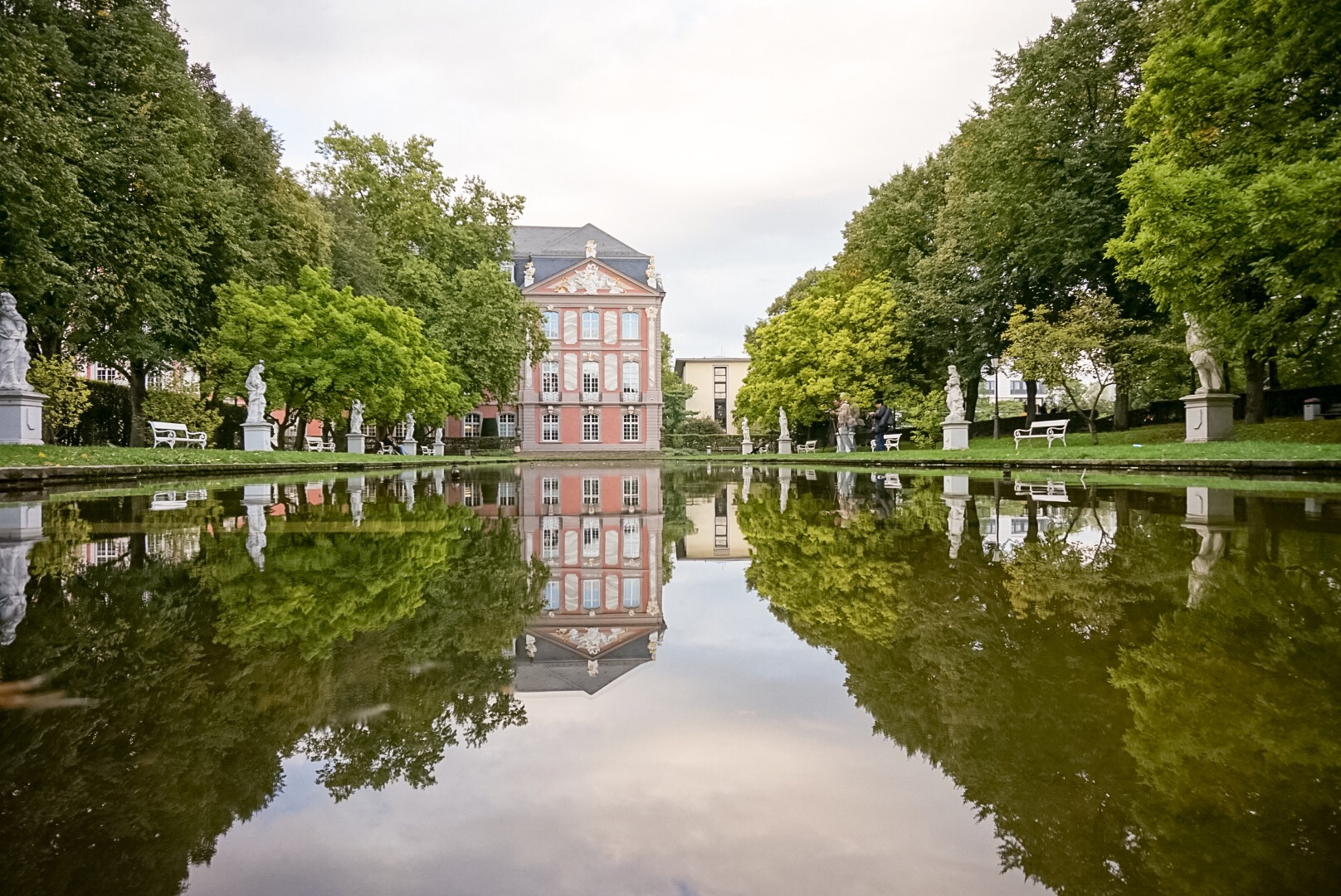
La prospettiva destra.
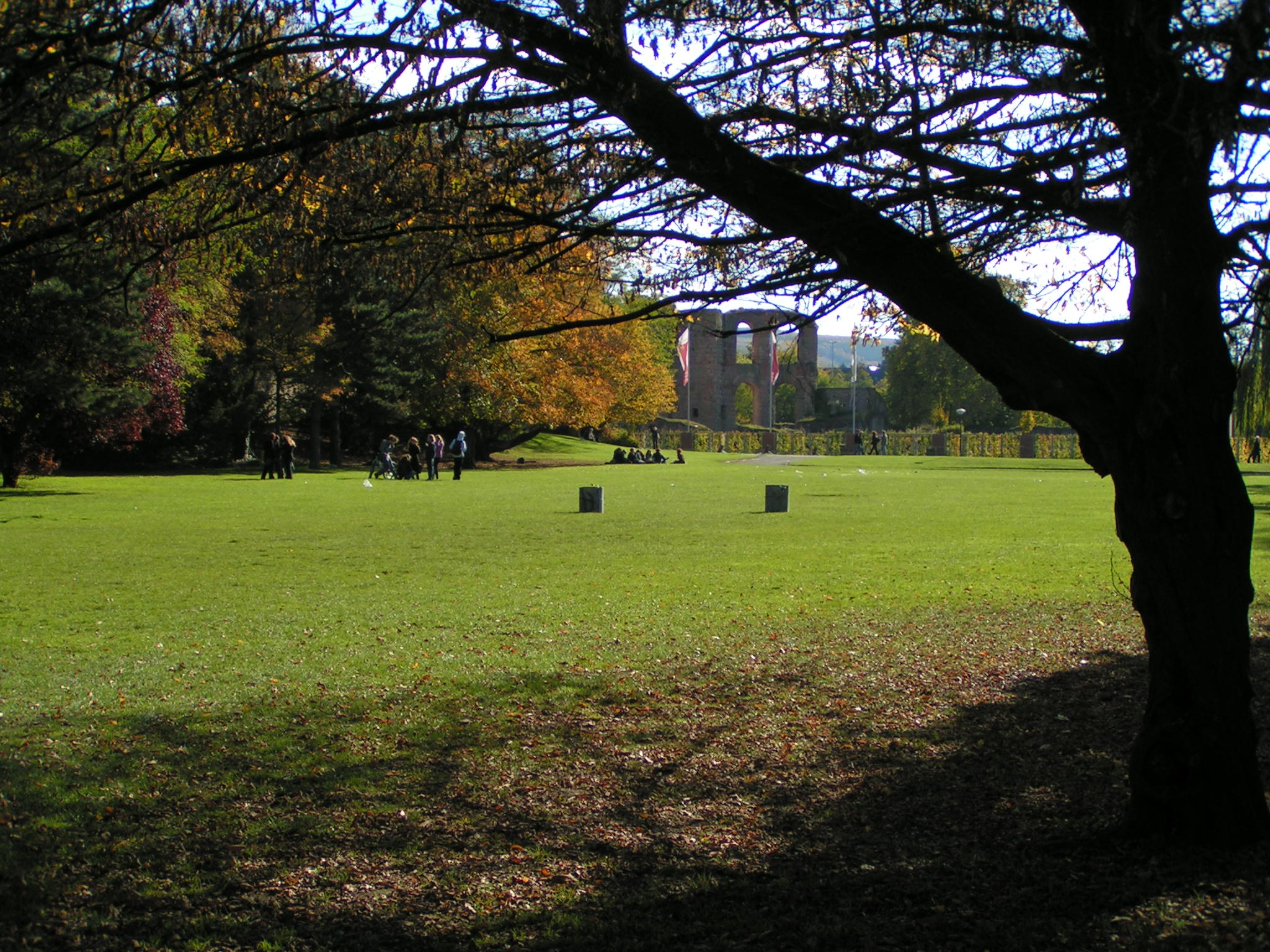
Il Parco all'inglese verso le Terme romane.
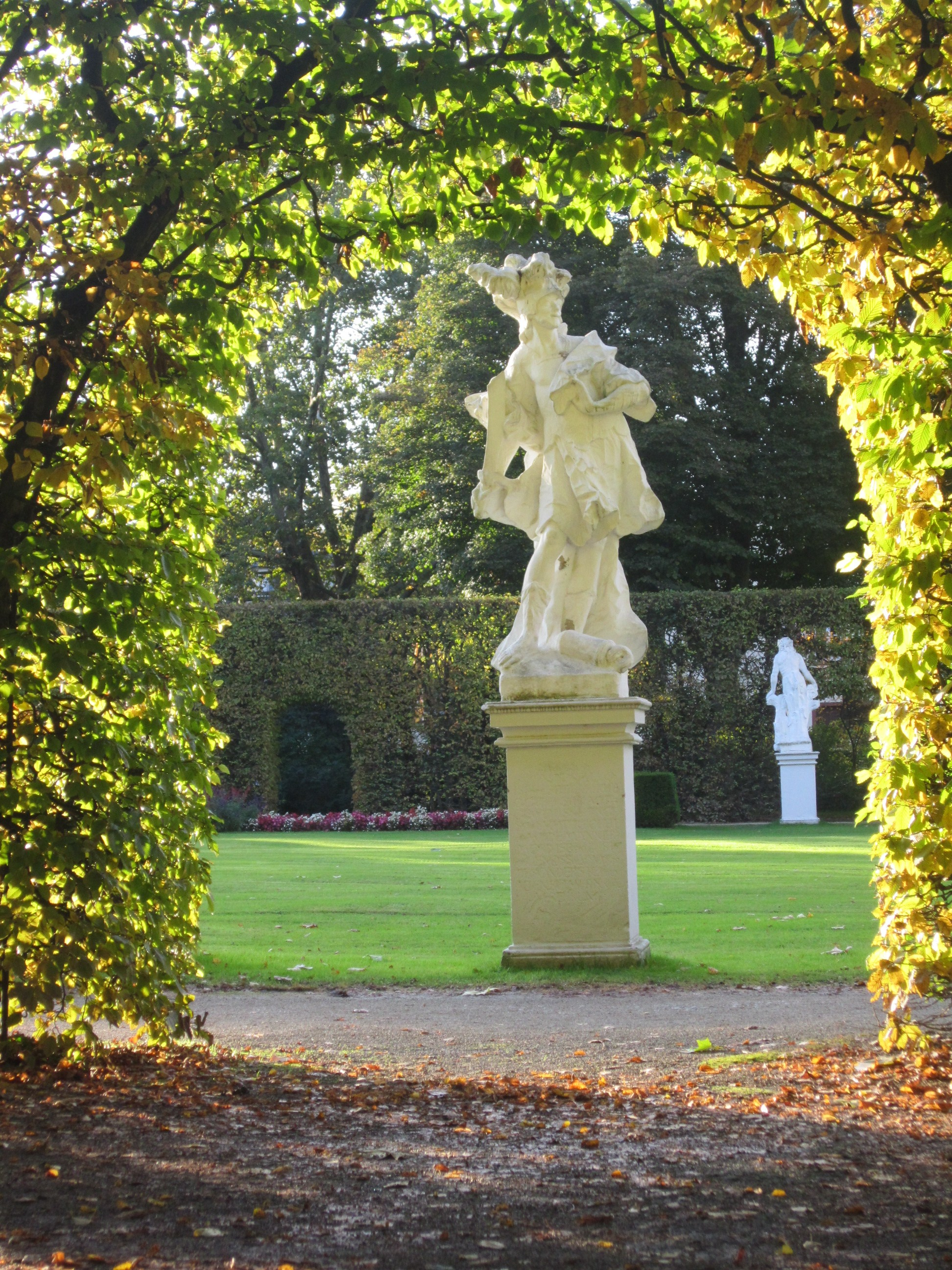
Le statue di Tiez.
- La Fontana barocca di Tiez.